# Valorile familiei Addams
Valorile familiei Addams (titlu original: Addams Family Values) este un film american fantastic de comedie din 1993 regizat de Barry Sonnenfeld și scris de Paul Rudnick, bazat pe personajele create de Charles Addams. Rolurile principale au fost interpretate de actorii Anjelica Huston, Raul Julia, Christopher Lloyd, Christina Ricci, Carel Struycken, Jimmy Workman și Christopher Hart.
Este continuarea filmului Familia Addams din 1991.

## Distribuție
- Anjelica Huston - Morticia Addams
- Raul Julia - Gomez Addams
- Christopher Lloyd - Fester Addams
- Christina Ricci - Wednesday Addams
- Christopher Hart - Thing
- Carel Struycken - Lurch
- Jimmy Workman - Pugsley Addams
- Carol Kane - Grandmama Addams (replacing Judith Malina)
- John Franklin - Cousin Itt
- Joan Cusack - Debbie Jellinsky
- Dana Ivey - Margaret Alford Addams (Mrs. Cousin Itt)
- David Krumholtz - Joel Glicker
- Kaitlyn and Kristen Hooper - Pubert Addams
- Peter MacNicol - Gary Granger
- Christine Baranski - Becky Martin-Granger
- Mercedes McNab - Amanda Buckman, a camper at Camp Chippewa. (McNab played the Girl Scout in the first film.)

### RoluriCameo
- Director Barry Sonnenfeld și Julie Halston - the parents of Joel Glicker.
- Nathan Lane - the police desk sergeant. Lane would eventually go on to playing Gomez in the Addams Family Broadway musical.
- David Hyde Pierce - the delivery room doctor
- Peter Graves - America's Most Disgusting Unsolved Crimes anchorman
- Sam McMurray and Harriet Sansom Harris - Amanda's parents
- Ian Abercrombie - a driver
- Tony Shalhoub - Jorge
- Cynthia Nixon - a nanny interviewee

## Producție
Filmările au avut loc în perioada __. Cheltuielile de producție s-au ridicat la 47 milioane $.

## Lansare și primire
A avut încasări de 93,2 milioane $.
Un joc de acțiune RPG omonim a fost lansat în 1994.